# Landsoldat mit dem kleinen Hornbläser

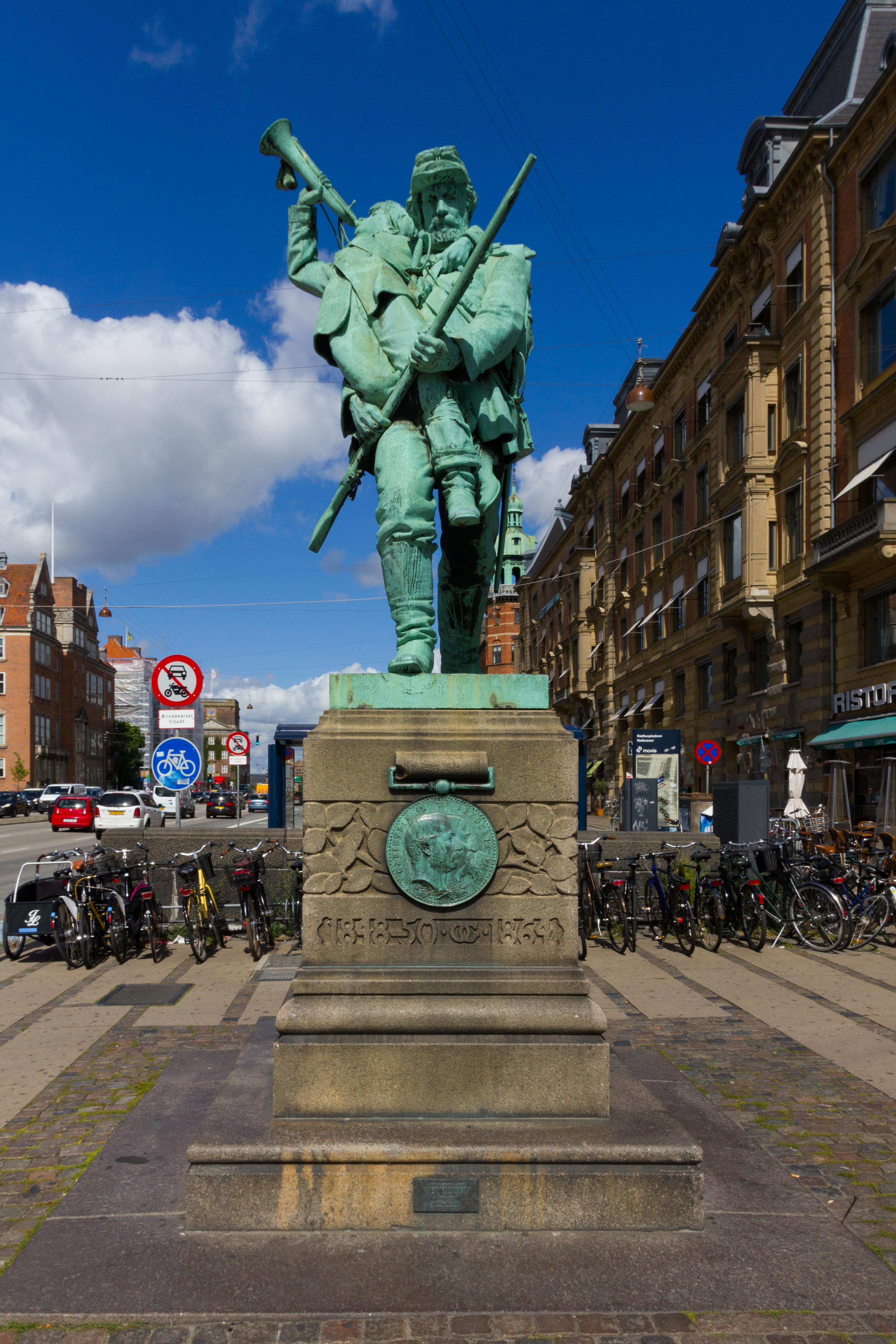
Landsoldat mit dem kleinen Hornbläser, 2016

Der Landsoldat mit dem kleinen Hornbläser (dänisch: Landsoldaten med den lille hornblæser) ist eine Bronzestatue, die 1899 in Kopenhagen als Denkmal für die Schleswiger Kriege errichtet wurde.

## Geschichte

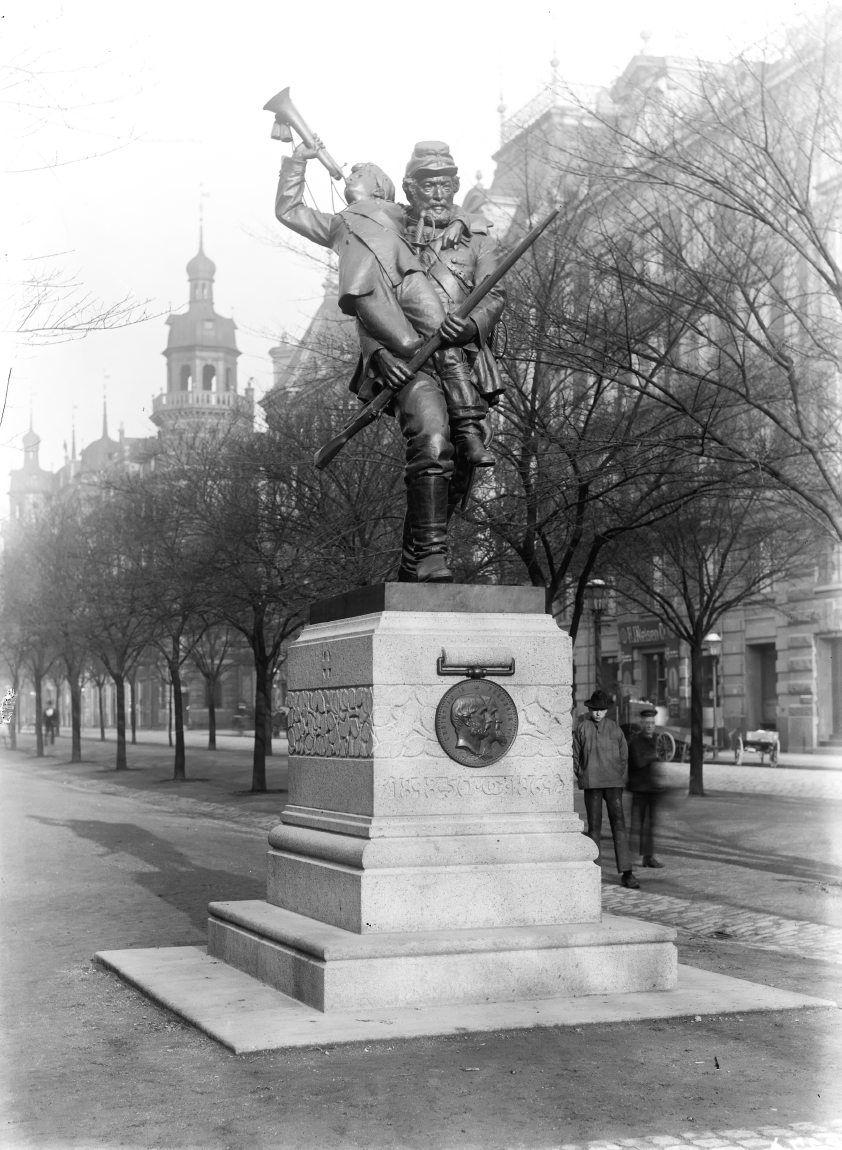
Landsoldat mit dem kleinen Hornbläser fotografiert von Frederik Riise, etwa 1900

Das von Hans Peder Pedersen-Dan entworfene Denkmal wurde am 12. September 1899 auf dem H.C. Andersens Boulevard am Rathausplatz eingeweiht.
Das Denkmal spielte eine zentrale Rolle bei der Nazi-Demonstration in Kopenhagen am 17. November 1940 während der deutschen Besatzung. Auch in Hans Scherfigs Roman Frydenholm aus dem Jahr 1962 wird es ausgiebig erwähnt.

## Beschreibung
Die Statue zeigt einen vollausgestatteten Soldaten, mit kompletter Uniform, Rucksack, Schwert und Gewehr. Auf der Schulter trägt er einen kleinen Hornbläser, der in seiner rechten Hand ein Horn hält, in das er bläst. Der Hornbläser scheint auf dem Gewehr zu knien, das der Soldat mit beiden Händen hält. Rund um die Statue sind die folgenden Inschriften in das steinerne Fundament eingemeißelt.
Auf der Vorderseite:
1848-50 og 1864
Die Rückseite:
REJST AF DANSKE MÆND OG KVINDER
Auf der Vorderseite des Sockels der Statue ist die Medaille für die Teilnahme an den Schleswigschen Kriegen abgebildet, mit einem Doppelporträt der Könige während der beiden Kriege. Die Inschrift am Rand der Medaille lautet links: „CHRISTIAN IX“; rechts: „FREDERIK VII“.